# Michael Engel (Musiker)

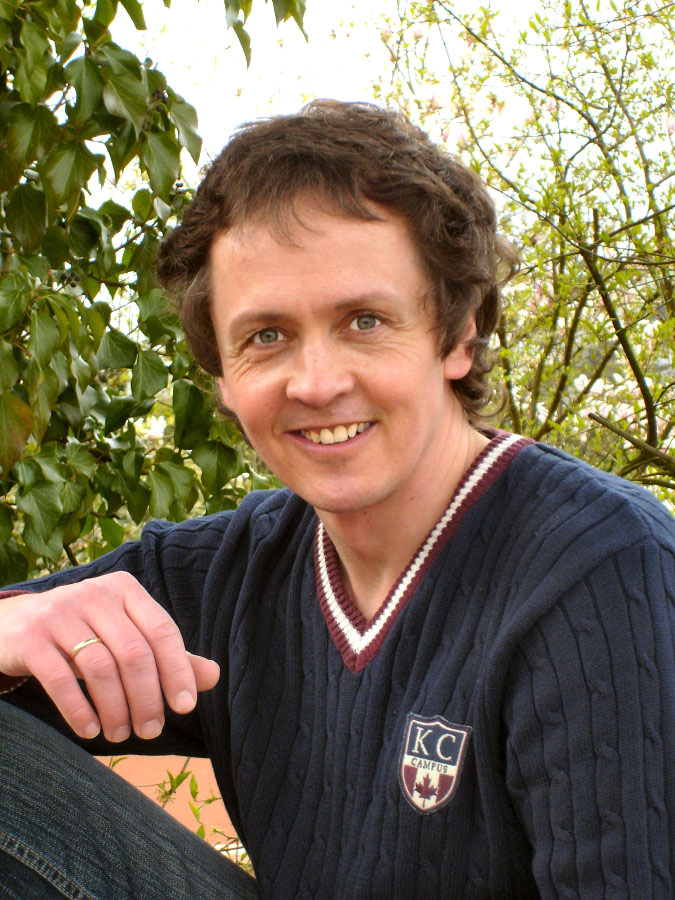
Michael Engel (2010)

Michael Engel (* 15. April 1964 in Bielefeld) ist ein deutscher Sänger, Gitarrist, Songwriter und Mundharmonikaspieler.

## Leben
Engel schreibt und komponiert deutsche und englische Songs. Neben anderen veröffentlichten Bernhard Brink, Michael Holm, Jürgen Drews und Wolfgang Petry seine Lieder. Einige englische Songs von Michael Engel wurden auf Deutsch gecovert, u. a. interpretierte Wolfgang Petry den Song As I believed I could fly, der bei ihm Alles geht einmal vorbei heißt. Für diese Komposition wurde Michael Engel 2010 mit einer goldenen CD ausgezeichnet.
Michael Engel hat auch Instrumental-CDs veröffentlicht. Im Jahre 2005 erschien die Mundharmonika-CD Heavenly Melodies. Darauf folgte 2007 die CD Heavenly Harmonies mit romantisch anmutenden Gitarrenklängen. Beide CDs wurden in den Master Orange Studios von Thomas Sandmann gemastert und erschienen bei seinem Label Felixdae Musix. Universal veröffentlichte 2009 eine Best-Of-CD dieser Songs mit dem Titel Romantische Mundharmonika. Mit Michael Holm komponierte Engel zwei Singles gemeinsam: 2006 Ich freu mich und 2007 Frühstück. Im Jahre 2000 schrieb Engel für Jürgen Drews den Fansong und die offizielle Formel-1-Hymne Schumania. Für Bernhard Brink schrieb er den NDR1-Hörercharts-Nr.-1-Hit Mit Leib und Seele.
Seit 2010 arbeitet Michael Engel mit dem Label Monaphon Records zusammen und schrieb für Chris Fabian die Sommerballade Symphonie aus der Ferne. In Zusammenarbeit mit weiteren Komponisten entstehen zurzeit neue Songs.
2011 gründet Michael Engel sein eigenes Label M.J.E Records und den Angel-Verlag.

## Werk

### Songs
(wenn nicht anders vermerkt produziert von Michael Engel für M.J.E. Records im Angel Studio)
- 2011: Destiny
- 2011: Harbour in Heaven
- 2011: Summer Will Come
- 2011: I Love You
- 2011: Freedom of Love
- 2011: Mad World
- 2011: 1990 Guitar
- 2011: Country Roads Komponist: Danoff, John Denver, Nivert
- 2011: Behind the Clouds
- 2011: Universal Soldier Komponist: Buffy Sainte-Marie
- 2011: New Song
- 2011: Catch the Wind Komponist: Donovan
- 2011: Skyscrapers and Shacks
- 2012: Carol’s Kitchen
- 2012: Nessaja Komponist: Peter Maffay
- 2012: I Walk the Line Komponist: Johnny Cash
- 2012: Cult Huuliharppu
- 2012: Culture Dance
- 2013: Listen to the Songs of the Birds
- 2013: Grace
- 2014: Cult Huuliharppu New Radio-Mix
- 2014: Morning Rain
- 2014: The Second Coming
- 2014: Canterbury
- 2014: Follow The Spirit
- 2014: Fifty Years
- 2014: Memories in Love
- 2014: Yellow Movement
- 2015: Laetitia Mandana Schlaflied
- 2015: Cult Huuliharppu Stadion Version (Fußballsong) Produzent: Michael Engel u. Klaus Bohlmann
- 2015: My Yeshua Soley
- 2016: Blumenwiese
- 2016: My Song
- 2016: geisterfüllt, Sängerin: Anni Engel
- 2016: Summer will come 2016
- 2017: Ihr könnt Mauern überspringen
- 2017: The Golden Way
- 2018: My Song 2018
- 2019: Father-In-Law
- 2019: Mein Herz Michael Engel feat. Annette Kühne
- 2020: Little Boy
- 2020: Gibson Southern Jumbo
- 2020: Mein Herz Remastered (Aufnahme von 1990)
- 2021: My Song Remastered
- 2021: New Song Remastered
- 2021: Carol’s Kitchen Remastered
- 2022:  Grateful Day
- 2022: Little Boy (Telephone Version)
- 2022: The Golden Way (Remix)
- 2023: Megalomania
- 2023: Own Language
- 2024: You don´t have talent to compose
- 2025: Grateful Day (2025 Remaster)

### Songs mit Mitwirkung von Michael Engel
- 1999: Spiel, Satz und Sieg (Jürgen Drews) Text und Musik: Michael Engel, Jürgen Drews, Thorsten Rosendahl, Michael Buschjan
- 2000: Schumania offizielle Michael Schumacher Hymne (Jürgen Drews); Text und Musik: Michael Engel, Jürgen Drews, Michael Buschjan
- 2001: Mit Leib und Seele (Bernhard Brink) Text und Musik: Michael Engel, Michael Buschjan
- 2004: Alles geht einmal vorbei (Wolfgang Petry) Musik: Michael Engel; Text: Zucker, Newman, Obenaus
- 2006: Ich freu mich (Michael Holm) Musik: Michael Engel, Frank Mendel; Text: Michael Holm, Michael Engel, Frank Mendel
- 2007: Frühstück (Michael Holm) Musik: Michael Engel, Michael Holm; Text: Karl Heinz Sermond, Barbara Berrien
- 2011: Zwei weiße Tauben aus Venedig (Sanny, Monaphon Records) Text: Michael Engel; Musik: Chris Fabian, Ralph Siegenburg; Produzent: Chris Fabian, Monaphon Studio
- 2011: Wo Menschen noch Menschen sind (Chris Fabian, Monaphon Records) Text und Musik: Michael Engel, Chris Fabian, Ralph Siegenburg; Produzent: Chris Fabian, Monaphon Studio
- 2011: Symphonie aus der Ferne (Chris Fabian, M.J.E. Records) Text und Musik Michael Engel; Produzent Chris Fabian Monaphon Studio
- 2011: Wir fliegen im Himmelbett (Jürgen Drews) Text und Komposition: Michael Engel, Jürgen Drews, Chris Fabian
- 2011: 8 Tage in der Woche (Monaphon Records) Text: Michael Engel; Musik: Chris Fabian, Ralph Siegenburg; Produzent: Chris Fabian, Monaphon Studio
- 2011: Bei uns da ist der Himmel los (Sanny, Monaphon Records) Text: Michael Engel; Musik: Chris Fabian, Ralph Siegenburg; Produzent: Chris Fabian, Monaphon Studio
- 2011: Roter Wein aus Mendocino (Sanny, Monaphon Records) Text: Michael Engel; Musik: Chris Fabian, Ralph Siegenburg; Produzent: Chris Fabian, Monaphon Studio
- 2011: Die blauen Augen von Elisa (Sanny, Monaphon Records) Text: Michael Engel; Musik: Chris Fabian, Ralph Siegenburg; Produzent: Chris Fabian Monaphon Studio
- 2013: Remember me (Daniela Menke, Gutzeit Records) Text: Michael Engel, Helmut Theil; Musik: Helmut Theil, Marita Theil; Produzent: Helmut Theil, Lucky Sound Studio
- 2014 Hunderttausendmal (Sanny, Monaphon Records) Text: Michael Engel, Musik: Michael Engel, Chris Fabian, Ralph Siegenburg, Verlag: Angel Verlag, Produzent: Chris Fabian, Ralph Siegenburg
- 2016 Never give up,Jürgen Renfordt,SEM Records,Musik:Fait Albrecht&Chris Fabian, Text: Michael Engel (Angel Verlag)
- 2017 Liebe und Licht (Pia Malo) (Telamo) Text: Michael Engel, Fait Albrecht, Musik: Fait Albrecht, Michael Engel
- 2018 Wenn große Träume sterben (Christian Lais), (da records) Text: Michael Engel, Musik: Fait Albrecht, Produzent Hermann Niesig